# Svein Thøgersen
Svein Thøgersen (ur. 23 czerwca 1946 w Sarpsborgu) – norweski wioślarz, srebrny medalista olimpijski. 

## Kariera
Wystąpił na igrzyskach olimpijskich w Monachium w 1972, wspólnie z Frankiem Hansenem zdobywając srebrny medal w dwójkach podwójnych. W finale 0,81 sekundy wyprzedziła ich osada ZSRR, a trzecie miejsce, o 2,97 sekundy za Norwegami zajęła osada NRD. Był to jego jedyny start olimpijski.
Ponadto zdobył srebrny medal w dwójkach podwójnych na mistrzostwach Europy w Kopenhadze (1971).